# Larvik (plaats)
Larvik is een plaats in de Noorse gemeente Larvik, provincie Vestfold. Larvik telt 23.359 inwoners (2007) en heeft een oppervlakte van 14,37 km².
Larvik is een haven- en industriestad en ligt circa 105 km zuidwesten van Oslo.

## Sport
Handbalclub Larvik HK komt uit in de hoogste divisie. Verder is Larvik de thuis basis van multisportverenigingen IF Fram Larvik en Larvik TIF.

## Stedenbanden
- Borlänge (Zweden)
- Frederikshavn (Denemarken)

## Geboren in Larvik
- Colin Archer (1832–1921), ingenieur en scheepsconstructeur
- Carl Anton Larsen (1860–1924), walvisvaarder en poolonderzoeker
- Sverre Hansen (1913–1974), voetballer
- Thor Heyerdahl (1914–2002), antropoloog, ontdekkingsreiziger
- Arne Nordheim (1931–2010), componist en muziekcriticus
- Hallvar Thoresen (1957), voetballer
- Gunnar Halle (1965), voetballer

## Trivia
- De Noorse misdaadserie Wisting speelt zich grotendeels af in de plaats Larvik.